# Alexander Riese
Friedrich Alexander Riese (* 2. Juni 1840 in Frankfurt am Main; † 8. Oktober 1922 ebenda) war ein deutscher Altphilologe.

## Leben
Alexander Riese entstammte einer angesehenen Frankfurter Familie. Sein Großonkel Johann Jakob Riese (1746–1827) war ein Jugendfreund Goethes gewesen, von dem sich einige Briefe bis 1920 im Besitz A. Rieses befanden. Ein Porträt seines Großonkels von Goethes Hand, das Riese am 3. April 1911 in der Frankfurter Zeitung vorgestellt hatte und das später lange Zeit als verschollen galt, befindet sich seit 2008 im Frankfurter Goethe-Museum.
Alexander Riese besuchte das Gymnasium zu Frankfurt, studierte 1859–1863 Philologie an den Universitäten Erlangen, Bonn und Berlin. 1863 wurde er Adjunkt am Joachimsthalschen Gymnasium in Berlin, 1864 Privatdozent und 1868 für einige Monate außerordentlicher Professor an der Universität Heidelberg. Einer seiner Schüler wurde der Philologe und Spezialist für antike Philosophie Karl Praechter.
1868 wurde Riese Oberlehrer und 1871 Professor am Gymnasium zu Frankfurt a. M. In Frankfurt wirkte er bis zu seinem Lebensende und nahm am kulturellen Leben seiner Vaterstadt in vielfacher Hinsicht teil. In Heddernheim, wo er an Ausgrabungen römischer Funde maßgeblich beteiligt war, ist heute eine Straße nach ihm benannt.

## Werk
Wissenschaftlich bedeutend ist Alexander Riese vor allem durch seine kritischen Texteditionen und Untersuchungen zur Textüberlieferung. Neben Studien zu den Menippeischen Satiren Varros und zu Catull wandte sich Riese vor allem der lateinischen Kleindichtung der Antike zu. Seine Sammeledition der Anthologia Latina, deren ersten Teil er selbst besorgte (der zweite Teil mit den Versinschriften wurde von Franz Bücheler herausgegeben) ist auch heute nicht ersetzt. Daneben publizierte Riese auch im Bereich der Heimatkunde; so edierte er unter anderem die römischen Inschriften des Rheinlandes.
- De commentario Vergiliano qui M. Valeri Probi dicitur (Diss., Bonn, 1862)
- M. Terenti Varronis Saturarum Menippearum reliquiae, Leipzig 1865 eingeschränkte Vorschau in der Google-Buchsuche
- Anthologia Latina sive poesis Latinae supplementum, 2 Bd.e Leipzig 1869–70
- Geographi Latini minores, Heilbronn 1878
- Die Gedichte des Catullus, Leipzig 1884
- Historia Apollonii regis Tyri, Leipzig 1893
- Das rheinische Germanien in den antiken Inschriften, Leipzig 1914 Digitalisat
- Rückblick auf die Entstehung und Entwicklung des Vereins für Geschichte und Altertumskunde in Frankfurt am Main 1857–1907. In: Archiv für Frankfurts Geschichte und Kunst. 28, 1907, S. 1–34.